# Парадайс-Валли (Аризона)
Парадайс-Валли (англ. Paradise Valley) — город в округе Марикопа в штате Аризона США. По данным переписи населения США 2020 года, численность населения составляла 12 658 человек.

## Население
| 2010[…] | 2020    |
| ------- | ------- |
| 12 820  | ↘12 658 |